# Лисица (река)
Лиси́ца (южноселькупск. Лоӄӄа́й Кы) (в верховье — Большая Лисица) — река в Томской области Россия, правый приток реки Кеть (бассейн Оби).
Лисица начинается в болотах Обско-Енисейского водораздела на северо-востоке Томской области возле границы с Красноярским краем. Высота истока — 166 м над уровнем моря. От истока течёт по заболоченой тайге Верхнекетского района сначала на юго-восток, а потом поворачивает на запад. После впадения в Лисицу её правого притока Райги поворачивает на юг и сохраняет это направление до впадение в реку Кеть выше посёлка Белый Яр.
Длина реки 414 км, площадь бассейна 7980 км². Питание реки смешанное, с преобладанием снегового.
Самые длинные притоки: Райга и Котоджа.
Одноимённое село Лисица находится в низовьях реки.

## Бассейн
- 15 км: река Школьная
- 42 км: река Миходеева
- 57 км: река Котоджа
  - 29 км: Лягушка
  - 65 км: Выдра
  - Глубокий
  - Луговой
- 109 км: река без названия
- 123 км: река Онгузет
- 126 км: река Пойга
- Поворотный
- Маузет
- 191 км: река Лаке
- 200 км: река Райга
  - Кедровый
  - Осиновый
  - 18 км: река без названия
  - 35 км: Миндага
  - Чагылдай
  - 47 км: Нижняя Еловая
  - Кальджа
  - 56 км: Еловая
    - Светлый

  - Болотная
  - 68 км: Косая
  - 84 км: Сосновая
    - Малая Сосновая
    - 19 км: Средняя Сосновая
    - Берёзовый

  - Нижний Тур
  - Средний Тур
  - 129 км: Верхний Тур
  - Карма
  - 138 км: Масайга
  - Верхняя Масайга
- 237 км: река Журавлёва
  - 30 км: река Карьял
  - 31 км: река Чанга
  - 36 км: река Чёрная (Бол. Чёрная)
  - 47 км: река Озёрная
  - 59 км: река без названия
- 262 км: река без названия
- 352 км: река Большой Киук
- 372 км: река Малый Киук
- 392 км: река Малая Лисица

Система водного объекта: Кеть → Обь → Карское море.

## Данные водного реестра
По данным государственного водного реестра России относится к Верхнеобскому бассейновому округу, водохозяйственный участок реки — Кеть, речной подбассейн реки — бассейн притоков (Верхней) Оби от Чулыма до Кети. Речной бассейн реки — (Верхняя) Обь до впадения Иртыша.